# Primera División de España 1929-30
La temporada 1929-30 de Primera División fue la 2.ª edición de la máxima categoría del sistema de ligas españolas de fútbol. Se disputó entre el 1 de diciembre de 1929 y el 30 de marzo de 1930, significando la consolidación de un campeonato liguero en el territorio.
Tras no producirse ningún descenso, y por lo tanto ascenso en la primera edición, de nuevo la competición estuvo conformada por diez clubes. Pese a ello sí se introdujeron pequeños cambios para dinamizar el campeonato respecto a estas circunstancias. En adelante, el equipo colista al final de la temporada descendería directamente a Segunda División, en sustitución del sistema de promoción, y sería sustituido automáticamente por el campeón de la segunda categoría.
El Athletic Club conquistó su primer título de la competición tras hacerse con el liderato en la última jornada de la primera vuelta y no variar ya hasta el final su posición. Además, fue el primer equipo y el primer campeón de la competición en finalizar el campeonato invicto, saldando sus actuaciones con doce victorias y seis empates. Gran parte del mérito fue de sus atacantes, situando a tres de ellos entre los máximos anotadores del campeonato: Guillermo Gorostiza, máximo realizador con 20 goles, Victorio Unamuno con 15 y José Iraragorri con 13. Los 63 goles totales del club bilbaíno se situaron como la mejor marca de un equipo en el torneo tras superar el anterior registro de 46 goles establecido por la Real Sociedad de Foot-Ball el año anterior.

## Sistema de competición
La Primera División de España 1929-30 fue organizada por la Real Federación Española de Fútbol (RFEF).
La competición constaba de un grupo único, integrado por diez clubes de toda la geografía española. Siguiendo un sistema de liga, los diez equipos se enfrentaron todos contra todos en dos ocasiones —una en campo propio y otra en campo contrario—, sumando un total de 18 jornadas. El orden de los encuentros se decidió por sorteo antes de empezar la competición.
La clasificación final se estableció con arreglo a los puntos obtenidos por los equipos en cada enfrentamiento, a razón de dos por partido ganado, uno por empatado y ninguno en caso de derrota.
En caso de empate a puntos entre dos o más clubes en la clasificación final, se tuvo en cuenta el mayor cociente de goles.

### Efectos de la clasificación
El equipo que más puntos sumó al final del campeonato fue proclamado campeón de liga.
La principal novedad de esta temporada fue la introducción del descenso directo. De este modo, el último clasificado al término del torneo fue relegado automáticamente a Segunda División, siendo reemplazado la próxima temporada por el campeón de dicha categoría, eliminando la disputa de un partido de promoción entre ambos.

### Novedades reglamentarias
A partir de esta temporada se permiten las sustituciones de jugadores durante los partidos, aunque únicamente en el caso de los guardametas.

## Equipos participantes
Tomaron parte diez equipos, los mismos que en el campeonato anterior.

### Equipos por región
| N.° | Región            | Equipos                                                                                |
| --- | ----------------- | -------------------------------------------------------------------------------------- |
| 4   | Vascongadas       | Arenas Club de Guecho Athletic Club Real Sociedad de Foot-ball Real Unión Club de Irún |
| 3   | Cataluña          | Club Deportivo Europa Football Club Barcelona Real Club Deportivo Español              |
| 2   | Castilla la Nueva | Athletic Club de Madrid Real Madrid Football Club                                      |
| 1   | Castilla la Vieja | Real Santander Racing Club                                                             |

### Información de los equipos
| Equipo (n/s)       | Ciudad        | Entrenador                               | Capitán | Estadio       | Capacidad |
| ------------------ | ------------- | ---------------------------------------- | ------- | ------------- | --------- |
| Arenas de Guecho   | Guecho        | Pedro Vallana (1-2) José Planas (3-18)   |         | Ibaiondo      | 15 540    |
| Athletic Club      | Bilbao        | Fred Pentland                            |         | San Mamés     | 17 628    |
| Athletic de Madrid | Madrid        | Ángel Romo                               |         | Metropolitano | 17 000    |
| Barcelona          | Barcelona     | James Bellamy                            |         | Las Corts     | 25 000    |
| Español            | Barcelona     | Jack Greenwell                           |         | Sarriá        | 16 055    |
| Europa             | Barcelona     | Joan Bordoy                              |         | El Guinardó   | 18 000    |
| Real Madrid        | Madrid        | José Quirante (1-5) Lippo Hertzka (6-18) |         | Chamartín     | 17 862    |
| Real Santander     | Santander     | Francisco Pagaza                         |         | El Sardinero  | 11 300    |
| Real Sociedad      | San Sebastián | Benito Díaz                              |         | Atocha        | 9215      |
| Real Unión de Irún | Irún          | ¿?                                       |         | Gal           | 12 000    |

## Desarrollo

### Clasificación
| Pos. | Equipo                 | Pts. | PJ | G  | E | P  | GF | GC | Dif. | Notas                              |     | ATH | BAR | ARE | ESP | RMA | RUN | RSO | RAC | EUR | ATM |
| ---- | ---------------------- | ---- | -- | -- | - | -- | -- | -- | ---- | ---------------------------------- | --- | --- | --- | --- | --- | --- | --- | --- | --- | --- | --- |
| 1    | Athletic Club (C)      | 30   | 18 | 12 | 6 | 0  | 63 | 28 | +35  | Campeón invicto y Doblete nacional |     | —   | 4–3 | 5–2 | 6–0 | 2–1 | 5–2 | 2–2 | 4–0 | 3–0 | 6–1 |
| 2    | F. C. Barcelona        | 23   | 18 | 11 | 1 | 6  | 46 | 36 | +10  |                                    |     | 1–1 | —   | 3–1 | 5–4 | 1–4 | 4–2 | 3–0 | 5–0 | 2–1 | 4–2 |
| 3    | Arenas de Guecho       | 20   | 18 | 9  | 2 | 7  | 51 | 40 | +11  |                                    | 3–3 | 1–3 | —   | 2–0 | 5–1 | 7–2 | 3–1 | 5–1 | 2–3 | 2–1 |     |
| 4    | R. C. D. Español       | 20   | 18 | 9  | 2 | 7  | 40 | 33 | +7   |                                    | 2–2 | 4–0 | 1–0 | —   | 8–1 | 3–1 | 3–1 | 3–0 | 1–2 | 1–0 |     |
| 5    | Real Madrid F. C.      | 17   | 18 | 7  | 3 | 8  | 45 | 42 | +3   |                                    | 2–3 | 5–1 | 5–2 | 2–4 | —   | 2–2 | 1–1 | 6–0 | 6–1 | 4–1 |     |
| 6    | R. U. C. Irún          | 17   | 18 | 6  | 5 | 7  | 48 | 52 | −4   |                                    | 1–1 | 1–3 | 3–2 | 3–3 | 2–2 | —   | 3–2 | 6–3 | 3–4 | 8–2 |     |
| 7    | Real Sociedad          | 14   | 18 | 5  | 4 | 9  | 34 | 37 | −3   |                                    | 1–7 | 1–2 | 4–4 | 1–0 | 4–0 | 2–3 | —   | 7–0 | 2–0 | 2–0 |     |
| 8    | Real Santander R. C.   | 14   | 18 | 7  | 0 | 11 | 32 | 58 | −26  |                                    | 2–3 | 2–1 | 2–5 | 4–1 | 2–0 | 4–2 | 2–0 | —   | 6–0 | 3–2 |     |
| 9    | C. D. Europa           | 13   | 18 | 6  | 1 | 11 | 29 | 44 | −15  |                                    | 2–2 | 0–3 | 1–2 | 1–2 | 1–2 | 0–1 | 3–2 | 5–0 | —   | 2–0 |     |
| 10   | Athletic de Madrid (D) | 12   | 18 | 5  | 2 | 11 | 32 | 50 | −18  | Primer descenso a Segunda División |     | 3–4 | 3–2 | 1–3 | 2–0 | 2–1 | 3–3 | 1–1 | 3–1 | 5–3 | —   |

 Fuente: BDFutbol
Criterios de clasificación: Puntos · Diferencia de goles · Goles a favor · Play-off
|                       |
| Campeón Athletic Club |
| 1.er título           |

### Evolución de la clasificación
| Jornada / Equipo     | 1  | 2  | 3  | 4  | 5  | 6  | 7  | 8  | 9  | 10 | 11 | 12 | 13 | 14 | 15 | 16 | 17 | 18 |
| Jornada / Equipo     |    |    |    |    |    |    |    |    |    |    |    |    |    |    |    |    |    |    |
| -------------------- | -- | -- | -- | -- | -- | -- | -- | -- | -- | -- | -- | -- | -- | -- | -- | -- | -- | -- |
| Athletic Club        | 5  | 3  | 4  | 5  | 2  | 2  | 2  | 2  | 1  | 1  | 1  | 1  | 1  | 1  | 1  | 1  | 1  | 1  |
| F. C. Barcelona      | 2  | 1  | 1  | 1  | 1  | 1  | 1  | 1  | 2  | 2  | 2  | 2  | 2  | 2  | 2  | 2  | 2  | 2  |
| Arenas de Guecho     | 6  | 10 | 7  | 8  | 9  | 8  | 6  | 8  | 6  | 4  | 5  | 3  | 3  | 3  | 3  | 4  | 3  | 3  |
| R. C. D. Español     | 9  | 6  | 6  | 6  | 3  | 5  | 8  | 4  | 7  | 5  | 6  | 5  | 6  | 4  | 4  | 3  | 4  | 4  |
| Real Madrid F. C.    | 7  | 8  | 9  | 10 | 10 | 10 | 9  | 6  | 5  | 7  | 4  | 4  | 5  | 6  | 6  | 5  | 6  | 5  |
| R. U. C. Irún        | 4  | 2  | 3  | 4  | 6  | 7  | 4  | 3  | 3  | 3  | 3  | 6  | 4  | 5  | 5  | 6  | 5  | 6  |
| Real Sociedad        | 10 | 4  | 5  | 2  | 4  | 4  | 3  | 5  | 4  | 6  | 7  | 7  | 7  | 7  | 7  | 7  | 7  | 7  |
| Real Santander R. C. | 1  | 7  | 8  | 9  | 8  | 9  | 10 | 10 | 10 | 10 | 10 | 10 | 8  | 9  | 9  | 8  | 8  | 8  |
| C. D. Europa         | 8  | 9  | 10 | 7  | 7  | 3  | 5  | 7  | 8  | 8  | 8  | 8  | 9  | 10 | 10 | 10 | 10 | 9  |
| Athletic de Madrid   | 3  | 5  | 2  | 3  | 5  | 6  | 7  | 9  | 9  | 9  | 9  | 9  | 10 | 8  | 8  | 9  | 9  | 10 |

### Resultados
| Athletic Club        | 2:1 | Real Madrid F. C. | San Mamés    | 1 de diciembre | —     | Vilalta Bars     |
| Athletic de Madrid   | 5:3 | C. D. Europa      | Chamartín    | 1 de diciembre | —     | Melcón Bartolomé |
| Real Santander R. C. | 4:1 | R. C. D. Español  | El Sardinero | 1 de diciembre | —     | Steimborn Ludvik |
| R. U. C. Irún        | 3:2 | Arenas de Guecho  | Gal          | 1 de diciembre | —     | Barrena Amilibia |
| F. C. Barcelona      | 3:0 | Real Sociedad     | Las Corts    | 1 de diciembre | 11:00 | Villena Gascó    |

| Arenas de Guecho  | 1:3 | F. C. Barcelona      | Ibaiondo    | 8 de diciembre | — | Steimborn Ludvik  |
| R. C. D. Español  | 1:0 | Athletic de Madrid   | Sarriá      | 8 de diciembre | — | Comorera Gatuella |
| C. D. Europa      | 2:2 | Athletic Club        | El Guinardó | 8 de diciembre | — | Melcón Bartolomé  |
| Real Sociedad     | 7:0 | Real Santander R. C. | Atocha      | 8 de diciembre | — | Cruella Tena      |
| Real Madrid F. C. | 2:2 | R. U. C. Irún        | Chamartín   | 8 de diciembre | — | Montero Román     |

| Athletic Club        | 2:2 | Real Sociedad     | San Mamés    | 15 de diciembre | — | Melcón Bartolomé |
| Athletic de Madrid   | 2:1 | Real Madrid F. C. | Chamartín    | 15 de diciembre | — | Montero Román    |
| F. C. Barcelona      | 2:1 | C. D. Europa      | Las Corts    | 15 de diciembre | — | Llovera Mas      |
| Real Santander R. C. | 2:5 | Arenas de Guecho  | El Sardinero | 15 de diciembre | — | Escartín Morán   |
| R. U. C. Irún        | 3:3 | R. C. D. Español  | Gal          | 15 de diciembre | — | Barrena Amilibia |

| Arenas de Guecho   | 2:3 | C. D. Europa         | Ibaiondo  | 22 de diciembre | — | Insausti Lizaso  |
| Athletic de Madrid | 3:3 | R. U. C. Irún        | Chamartín | 22 de diciembre | — | Escartín Morán   |
| F. C. Barcelona    | 5:0 | Real Santander R. C. | Las Corts | 22 de diciembre | — | Hernández Areces |
| R. C. D. Español   | 2:2 | Athletic Club        | Sarriá    | 22 de diciembre | — | Melcón Bartolomé |
| Real Sociedad      | 4:0 | Real Madrid F. C.    | Atocha    | 22 de diciembre | — | Steimborn Ludvik |

| Arenas de Guecho     | 3:3 | Athletic Club      | Ibaiondo     | 29 de diciembre | — | Llovera Mas      |
| C. D. Europa         | 3:2 | Real Sociedad      | El Guinardó  | 29 de diciembre | — | Melcón Bartolomé |
| Real Santander R. C. | 3:2 | Athletic de Madrid | El Sardinero | 29 de diciembre | — | Insausti Lizaso  |
| R. U. C. Irún        | 1:3 | F. C. Barcelona    | Gal          | 29 de diciembre | — | Escartín Morán   |
| Real Madrid F. C.    | 2:4 | R. C. D. Español   | Chamartín    | 29 de diciembre | — | Quintana Suero   |

| Athletic Club     | 5:2 | R. U. C. Irún        | San Mamés | 5 de enero | — | Escartín Morán    |
| F. C. Barcelona   | 4:2 | Athletic de Madrid   | Las Corts | 5 de enero | — | Steimborn Ludvik  |
| Real Sociedad     | 4:4 | Arenas de Guecho     | Atocha    | 5 de enero | — | Ledesma Corredor  |
| Real Madrid F. C. | 6:0 | Real Santander R. C. | Chamartín | 5 de enero | — | Vilalta Bars      |
| R. C. D. Español  | 1:2 | C. D. Europa         | Sarriá    | 5 de enero | — | Comorera Gatuella |

| Arenas de Guecho   | 2:0 | R. C. D. Español     | Ibaiondo      | 12 de enero | — | Martín Arnaiz    |
| Athletic de Madrid | 1:1 | Real Sociedad        | Metropolitano | 12 de enero | — | Melcón Bartolomé |
| F. C. Barcelona    | 1:1 | Athletic Club        | Las Corts     | 12 de enero | — | Quintana Suero   |
| C. D. Europa       | 1:2 | Real Madrid F. C.    | El Guinardó   | 12 de enero | — | Steimborn Ludvik |
| R. U. C. Irún      | 6:3 | Real Santander R. C. | Gal           | 12 de enero | — | Montero Román    |

| Athletic Club        | 6:1 | Athletic de Madrid | San Mamés    | 19 de enero | — | Insausti Lizaso   |
| R. C. D. Español     | 4:0 | F. C. Barcelona    | Sarriá       | 19 de enero | — | Escartín Morán    |
| Real Santander R. C. | 6:0 | C. D. Europa       | El Sardinero | 19 de enero | — | Hernández Areces  |
| Real Sociedad        | 2:3 | R. U. C. Irún      | Atocha       | 19 de enero | — | Ledesma Corredor  |
| Real Madrid F. C.    | 5:2 | Arenas de Guecho   | Chamartín    | 19 de enero | — | Comorera Gatuella |

| Athletic Club      | 4:0 | Real Santander R. C. | San Mamés     | 26 de enero | — | Insausti Lizaso  |
| Athletic de Madrid | 1:3 | Arenas de Guecho     | Metropolitano | 26 de enero | — | Vilalta Bars     |
| F. C. Barcelona    | 1:4 | Real Madrid F. C.    | Las Corts     | 26 de enero | — | Quintana Suero   |
| Real Sociedad      | 1:0 | R. C. D. Español     | Atocha        | 26 de enero | — | Steimborn Ludvik |
| C. D. Europa       | 0:1 | R. U. C. Irún        | El Guinardó   | 26 de enero | — | Navaz Sanz       |

| Arenas de Guecho  | 7:2 | R. U. C. Irún        | Ibaiondo    | 2 de febrero | — | Cortadi Garmendia |
| R. C. D. Español  | 3:0 | Real Santander R. C. | Sarriá      | 2 de febrero | — | Saracho Goitia    |
| C. D. Europa      | 2:0 | Athletic de Madrid   | El Guinardó | 2 de febrero | — | Arribas Seijas    |
| Real Sociedad     | 1:2 | F. C. Barcelona      | Atocha      | 2 de febrero | — | Barrena Amilibia  |
| Real Madrid F. C. | 2:3 | Athletic Club        | Chamartín   | 2 de febrero | — | Quintana Suero    |

| Athletic Club        | 3:0 | C. D. Europa      | San Mamés     | 9 de febrero  | — | Melcón Bartolomé |
| F. C. Barcelona      | 3:1 | Arenas de Guecho  | Las Corts     | 9 de febrero  | — | Barrena Amilibia |
| Real Santander R. C. | 2:0 | Real Sociedad     | El Sardinero  | 9 de febrero  | — | Navaz Sanz       |
| R. U. C. Irún        | 2:2 | Real Madrid F. C. | Gal           | 9 de febrero  | — | Ledesma Corredor |
| Athletic de Madrid   | 2:0 | R. C. D. Español  | Metropolitano | 12 de febrero | — | Escartín Morán   |

| Arenas de Guecho  | 5:1 | Real Santander R. C. | Ibaiondo    | 16 de febrero | — | Insausti Lizaso  |
| R. C. D. Español  | 3:1 | R. U. C. Irún        | Sarriá      | 16 de febrero | — | Hernández Areces |
| C. D. Europa      | 0:3 | F. C. Barcelona      | El Guinardó | 16 de febrero | — | Arribas Seijas   |
| Real Sociedad     | 1:7 | Athletic Club        | Atocha      | 16 de febrero | — | Escartín Morán   |
| Real Madrid F. C. | 4:1 | Athletic de Madrid   | Chamartín   | 16 de febrero | — | Balaguer García  |

| Athletic Club        | 6:0 | R. C. D. Español   | San Mamés    | 23 de febrero | — | Melcón Bartolomé |
| C. D. Europa         | 1:2 | Arenas de Guecho   | El Guinardó  | 23 de febrero | — | Hernández Areces |
| Real Santander R. C. | 2:1 | F. C. Barcelona    | El Sardinero | 23 de febrero | — | Steimborn Ludvik |
| R. U. C. Irún        | 8:2 | Athletic de Madrid | Gal          | 23 de febrero | — | Barrena Amilibia |
| Real Madrid F. C.    | 1:1 | Real Sociedad      | Chamartín    | 23 de febrero | — | Navaz Sanz       |

| Athletic Club      | 5:2 | Arenas de Guecho     | San Mamés     | 2 de marzo | — | Barrena Amilibia  |
| Athletic de Madrid | 3:1 | Real Santander R. C. | Metropolitano | 2 de marzo | — | Vilalta Bars      |
| Real Sociedad      | 2:0 | C. D. Europa         | Atocha        | 2 de marzo | — | Melcón Bartolomé  |
| F. C. Barcelona    | 4:2 | R. U. C. Irún        | Las Corts     | 5 de marzo | — | Escartín Morán    |
| R. C. D. Español   | 8:1 | Real Madrid F. C.    | Sarriá        | 5 de marzo | — | Comorera Gatuella |

| Arenas de Guecho     | 3:1 | Real Sociedad     | Ibaiondo      | 9 de marzo | — | Olartecoechea Elorza |
| Athletic de Madrid   | 3:2 | F. C. Barcelona   | Metropolitano | 9 de marzo | — | Barrena Amilibia     |
| C. D. Europa         | 1:2 | R. C. D. Español  | El Guinardó   | 9 de marzo | — | Balaguer García      |
| Real Santander R. C. | 2:0 | Real Madrid F. C. | El Sardinero  | 9 de marzo | — | Saracho Goitia       |
| R. U. C. Irún        | 1:1 | Athletic Club     | Gal           | 9 de marzo | — | Insausti Lizaso      |

| Athletic Club        | 4:3 | F. C. Barcelona    | San Mamés    | 16 de marzo | — | Melcón Bartolomé  |
| R. C. D. Español     | 1:0 | Arenas de Guecho   | Sarriá       | 16 de marzo | — | Villena Gascó     |
| Real Santander R. C. | 4:2 | R. U. C. Irún      | El Sardinero | 16 de marzo | — | Hernández Areces  |
| Real Sociedad        | 2:0 | Athletic de Madrid | Atocha       | 16 de marzo | — | Comorera Gatuella |
| Real Madrid F. C.    | 6:1 | C. D. Europa       | Chamartín    | 16 de marzo | — | Insausti Lizaso   |

| C. D. Europa       | 5:0 | Real Santander R. C. | El Guinardó   | 22 de marzo | — | Insausti Lizaso |
| Arenas de Guecho   | 5:1 | Real Madrid F. C.    | Ibaiondo      | 23 de marzo | — | Martín Arnaiz   |
| Athletic de Madrid | 3:4 | Athletic Club        | Metropolitano | 23 de marzo | — | Insausti Lizaso |
| F. C. Barcelona    | 5:4 | R. C. D. Español     | Las Corts     | 23 de marzo | — | Escartín Morán  |
| R. U. C. Irún      | 3:2 | Real Sociedad        | Gal           | 23 de marzo | — | Cruella Tena    |

| Arenas de Guecho     | 2:1 | Athletic de Madrid | Ibaiondo     | 30 de marzo | — | Barrena Amilibia  |
| R. C. D. Español     | 3:1 | Real Sociedad      | Sarriá       | 30 de marzo | — | Comorera Gatuella |
| Real Santander R. C. | 2:3 | Athletic Club      | El Sardinero | 30 de marzo | — | Insausti Lizaso   |
| R. U. C. Irún        | 3:4 | C. D. Europa       | Gal          | 30 de marzo | — | Hernández Areces  |
| Real Madrid F. C.    | 5:1 | F. C. Barcelona    | Chamartín    | 30 de marzo | — | Steimborn Ludvik  |

## Estadísticas

### Máximos goleadores
El vasco Guillermo Gorostiza fue el máximo goleador de la competición al anotar veinte goles en dieciocho partidos, con un promedio de 1.11 goles por partido, estableciendo así un nuevo tope histórico para una temporada, seguido del valenciano Gaspar Rubio con diecinueve, y el también vasco Santiago Urtizberea con dieciocho.
A su vez, Gaspar Rubio se convirtió en el nuevo máximo goleador histórico del torneo con treinta goles, superando a Paco Bienzobas.
Nota: Nombres de equipos y banderas en la época.